# Encyclopaedia Metallum
Encyclopaedia Metallum: The Metal Archives (más conocida como Metal Archives o MA) es una enciclopedia en línea que relaciona bandas musicales vinculadas al heavy metal en todas sus variantes, descrita por Matt Sullivan de Nashville Scene como «la mejor base de datos de internet sobre el mundo del metal». La revista Terrorizer describe la página web como «un completo y exhaustivo listado de bandas de metal, con amplia discografía, un fórum de opinión muy activo y una lista de usuarios interconectados que muestra la belleza siempre incestuosa de la escena del metal». Sin embargo, hay excepciones para algunas bandas que han generado controversias por disputas de género y no se ha aceptado su inclusión en la web.
Encyclopaedia Metallum intenta aportar información exhaustiva sobre las bandas, como discografía, logotipos, fotos, letras de canciones, formaciones, biografías y crónicas de los usuarios registrados.
La web ofrece un sistema de introducción de información sobre las bandas a los archivos. En julio de 2020, la web disponía de más de 138 000 bandas listadas, 737 000 artistas, 2 876 000 canciones, 110 000 revisiones y 948 000 usuarios registrados (660 000 de los cuales son usuarios activos). Es una de las 500 webs más visitadas en cinco países.

## Interacción de los usuarios
Como un incentivo para los usuarios, la web usa un sistema de puntuación que los usuarios acumulan en vistas a mejorar su ranking de participación con la cantidad y el valor de la información aportada. Cuando más valiosa y completa es la información, más puntos se consiguen. Aportar revisiones sobre las bandas es otra forma de ganar puntos. 
La web está libre de anuncios comerciales y funciona de forma independiente desde junio de 2008. No obstante, esto no es un impedimento para asegurar la calidad del producto o que funcione mejor o peor que otra. A mediados de 2005, usuarios habituales advirtieron caídas de red y no fue hasta principios de 2006 que se notaron ciertas mejoras en el sistema. A finales de diciembre de 2007 hubo una caída masiva de la red que provocó que estuviera inoperativa durante cinco días, en parte debido a un problema con el servidor contratado. Cuando la compañía cambió su estrategia de negocio, se solucionó el problema y no ha habido más incidentes significativos.

## Bandas aptas
La web es conocida por unas normas extremadamente estrictas, especialmente con las altas de nuevas bandas al archivo general. Encyclopaedia Metallum solo acepta bandas que profesan el estilo del metal, pero muchas bandas que alguna vez fueron rechazadas han sido posteriormente añadidas al fichero y viceversa. Las únicas excepciones son proyectos paralelos de miembros de bandas de metal que han lanzado material con una discográfica de distribución mundial, bandas que ya no se consideran dentro del género del metal pero lo fueron en el pasado y bandas de grindcore que ostentan similitudes con el death metal. 
Los géneros del heavy metal y periodos, como el NWOBHM tienen errores importantes; los usuarios han sido advertidos en la sección de «normas» que las bandas incluidas en el fichero cuya clasificación se considere ambigua, el estilo será revisado de una forma extensa por los moderadores antes de decidirse por incluirlas en la web. Tal control se debe a que algunas aportaciones etiquetadas con géneros ambiguos se han convertido con el tiempo en estilos que nada tienen que ver con el metal, según el criterio de la web. Algunas bandas, en consecuencia, tradicionales del heavy metal y NWOBHM, como Def Leppard y Stryper, existen en la web porque uno o dos álbumes reúnen los requisitos generales. 
Por otro lado, hay bandas que no son metal; pero que aparecen en la web y se consideran parte de la escena de metal (normalmente bandas de dark ambient e incluso música folk), como Mortiis, Elend, Nest, Of The Wand & The Moon, Autumn Tears o Stille Volk. Estas bandas son seleccionadas por los moderadores de una forma absolutamente arbitraria y no se promueve su inclusión por parte de otros usuarios.

## Bandas excluidas
Géneros asociados generalmente con el metal extremo, como el grindcore y metalcore, se encuentran ausentes ya que están vistas como variaciones o evoluciones del punk y poco que ver con el metal. Algunas bandas grindcore se aceptaron si están más en línea con el death metal (como es el caso de Napalm Death o Pig Destroyer). Muchos usuarios opinan que el metalcore ha sido barrido de la web desde que se solicitó en el boletín general, «Please stop submitting -core bands. Please.» («Por favor, basta de listar bandas de -core. Por favor».) No obstante, es falso; muchas bandas metalcore aparecen en los archivos y muchas más se han dado de alta posteriormente, pero los moderadores se han vuelto más estrictos y generalmente trabajan caso por caso en lugar de negarlas a todas. La mayoría de bandas metalcore que se han autorizado poseen claras influencias del death metal melódico. El género glam metal también se encuentra fuera de las aptas ya que los propietarios de la web consideran que están más cercanas al hard rock que al metal, a excepción de algunos grupos ligados al género que tienen varios elementos de metal como Mötley Crüe, W.A.S.P., Dokken, Twisted Sister, Quiet Riot y Skid Row. El metal industrial solo se considera si la banda se encuentra más definida dentro del metal que lo industrial (es el caso de Rammstein que no aparece, mientras que Ministry fue finalmente aceptada en marzo de 2006 basándose que había incorporado mucha influencia del thrash). Otra banda aceptada que alguna vez fue rechazada por los administradores es el grupo industrial Pitchshifter basándose en sus tres primeros álbumes. 
Bandas asociadas con el nu metal están absolutamente fuera del contexto de la web desde sus inicios, aunque algunas bandas orientadas al género pueden entrar si los moderadores consideran que tienen algún álbum con suficientes elementos del metal; por ejemplo: Damageplan, A.N.I.M.A.L, Chimaira, Hamlet, Extrema o Synthetic Breed. Este criterio tan particular fue explotado con efectos cómicos en el día de April Fools de 2009 cuando el grupo Korn se añadió al listado durante un breve periodo.
Los administradores excluyen incluso algunas bandas que ciertos medios como Allmusic han clasificado como «padres del heavy metal» y otros, es el caso de Led Zeppelin y Blue Cheer; los usuarios consideran estas bandas como hard rock, al margen de sus aportaciones al metal, influencia e historia.
De hecho, muchas de las bandas que se consideran dentro del origen del heavy metal de los 70 no aparecen en la web, como Blue Öyster Cult, Uriah Heep, UFO, AC/DC, Kiss, Aerosmith, Montrose, Alice Cooper y Dust. Algunos usuarios han criticado abiertamente estas omisiones en el foro de opinión de la web en el pasado. Sin embargo otras bandas de la época como Black Sabbath, Deep Purple, Judas Priest, Pentagram, Scorpions, Rainbow, Budgie, Bedemon, Sir Lord Baltimore, Lucifer's Friend, Bang, Flower Travellin' Band, Buffalo, Rush, Thin Lizzy, El Reloj, y Night Sun se han aceptado (los ocho últimos en pro de haber cumplido los requerimientos con al menos un álbum).

## Historia
La Encyclopaedia Metallum se fundó en julio de 2002 por dos canadienses de Montreal usando los pseudónimos HellBlazer y Morrigan. Ambos han sido entrevistados en varias ocasiones en referencia a la web. La primera entrevista fue para el difunto portal MetalGospel.com y la segunda para la revista finesa Miasma en mayo y junio de 2005 publicado a mediados de octubre del mismo año. La última entrevista fue para la revista de Quebec Arsenic en diciembre de 2007, que se publicó en junio de 2008.